# Leucopodella
Leucopodella är ett släkte av tvåvingar. Leucopodella ingår i familjen blomflugor.
Kladogram enligt Catalogue of Life:
| Leucopodella | \| \| Leucopodella balboa \| \| \| \| \| \| Leucopodella bigoti \| \| \| \| \| \| Leucopodella bipunctipennis \| \| \| \| \| \| Leucopodella boabdilla \| \| \| \| \| \| Leucopodella boadicea \| \| \| \| \| \| Leucopodella delicatula \| \| \| \| \| \| Leucopodella gracilis \| \| \| \| \| \| Leucopodella incompta \| \| \| \| \| \| Leucopodella marmorata \| \| \| \| \| \| Leucopodella rubida \| \| \| \| |
|              | \| \| Leucopodella balboa \| \| \| \| \| \| Leucopodella bigoti \| \| \| \| \| \| Leucopodella bipunctipennis \| \| \| \| \| \| Leucopodella boabdilla \| \| \| \| \| \| Leucopodella boadicea \| \| \| \| \| \| Leucopodella delicatula \| \| \| \| \| \| Leucopodella gracilis \| \| \| \| \| \| Leucopodella incompta \| \| \| \| \| \| Leucopodella marmorata \| \| \| \| \| \| Leucopodella rubida \| \| \| \| |
|              | Leucopodella balboa |
|              | |
|              | Leucopodella bigoti |
|              | |
|              | Leucopodella bipunctipennis |
|              | |
|              | Leucopodella boabdilla |
|              | |
|              | Leucopodella boadicea |
|              | |
|              | Leucopodella delicatula |
|              | |
|              | Leucopodella gracilis |
|              | |
|              | Leucopodella incompta |
|              | |
|              | Leucopodella marmorata |
|              | |
|              | Leucopodella rubida |
|              | |